# IC 4002
IC 4002 је галаксија у сазвјежђу Ловачки пси која се налази на листи објеката дубоког неба у Индекс каталогу.
Деклинација објекта је + 36° 45' 52" а ректасцензија 12h 59m 40,7s. Привидна величина (магнитуда) објекта IC 4002 износи 15,0 а фотографска магнитуда 16,0. IC 4002 је још познат и под ознакама NPM1G +37.0378, KUG 1257+370, PGC 44648.